# Distintivo per assalto della fanteria
Il distintivo per assalto della fanteria (in tedesco Infanterie Sturmabzeichen) è una decorazione militare del Terzo Reich, concessa ad alcune categorie di militari dell'esercito tedesco (Heer) e delle Waffen-SS. Ne esistono due versioni: argento e bronzo.

## Inquadramento storico
Il distintivo per assalto della fanteria venne ufficialmente istituito nella versione argento (Silber in tedesco) dal Generaloberst (generale d'armata) Walther von Brauchitsch il 20 dicembre 1939. Questo atto nacque dalla necessità di premiare i soldati della fanteria che si erano contraddistinti sul campo di battaglia con una decorazione diversa dalla già esistente Croce di Ferro. Il disegno e il progetto del distintivo vennero affidati all'azienda berlinese C.E. Junker dietro ordine diretto dell'Oberkommando des Heeres (OKH, alto comando dell'esercito), che dopo aver dato il via ai lavori nel dicembre 1939, presentò all'Oberkommando der Wehrmacht (OKW, alto comando della Wehrmacht) un campionario di tredici modelli. Venne scelto quello che riassumeva tutte le caratteristiche richieste (fucile 98k con baionetta inastata, corona di foglie di quercia e aquila dell'esercito). Una volta presa visione del prodotto definitivo, von Brauchitsch firmò l'istituzione del distintivo il 20 dicembre.
La versione in bronzo (Bronze) venne introdotta il 1º giugno 1940. Esistevano inoltre versioni a spilla in miniatura, per gli abiti civili, e in stoffa, più comoda rispetto a quella in metallo.

## Il conferimento del distintivo
Tutte e due le versioni dell'Infanterie Sturmabzeichen potevano essere concesse a ufficiali, sottufficiali e uomini di truppa. Quella in argento, concessa per la prima volta nell'aprile 1940 nel corso dell'invasione tedesca del Belgio a un Leutnant (sottotenente) e a un Gefreiter (caporale), era destinata alla fanteria (Infanterie, Grenadier, Jäger) secondo una delle seguenti modalità:
- aver preso parte a tre o più attacchi o contrattacchi della fanteria (o entrambe le cose assieme);
- aver preso parte a tre o più missioni di ricognizione armata;
- essere rimasti coinvolti in combattimenti corpo a corpo nell'assalto a una postazione nemica;
- aver partecipato in tre giorni diversi alla riconquista di postazioni da combattimento.

La versione in bronzo poteva invece essere ottenuta solo dai soldati inquadrati nei reggimenti di fanteria motorizzata (Infanterie mot.) o nelle compagnie di mitragliatrici, mortai e anticarro dei reggimenti di fanteria o da montagna. I criteri di assegnazione erano i medesimi della versione in argento.
Il 26 febbraio 1941 l'OKH chiarì con un nuovo regolamento che i soldati delle compagnie antiaeree (Flugabwehr-Kompanie) potevano ricevere l'Infanterie Sturmabzeichen solo se avessero partecipato agli assalti e al relativo sfondamento della prima linea nemica con armi proprie. Il 25 luglio seguente un'ulteriore disposizione limitò l'assegnazione del distintivo ai soli reparti dell'esercito e delle Waffen-SS, a cui si aggiunsero il 12 novembre quelli della polizia. I membri della marina (Kriegsmarine) e dell'aeronautica (Luftwaffe, in questo caso almeno fino a quando non venne istituito l'apposito distintivo di combattimento a terra) potevano vedersi concesso il distintivo solo se inquadrati e agli effettivi comandi dell'esercito. È il caso ad esempio delle Feld-Division della Luftwaffe.
Inizialmente solo i comandanti di reggimento potevano approvare il conferimento del distintivo, ma in seguito questa facoltà venne riconosciuta anche ai comandanti di battaglione. La segnalazione veniva fatta loro dai comandanti di compagnia, che tenevano aggiornato il ruolino militare dell'interessato (Soldbuch) contando i vari giorni di combattimento necessari per ottenere l'Infanterie Sturmabzeichen. Spesso il soldato riceveva il distintivo e il relativo attestato direttamente sul campo di battaglia, contenuto in una bustina con stampato il nome della decorazione.
Si stima che abbiano ricevuto questo distintivo circa 941.000 soldati tedeschi. Veniva portato nella parte inferiore della tasca sinistra dell'uniforme, oppure più in basso e a destra di decorazioni più importanti come la Croce di Ferro di prima classe.